# Floreskraai
De floreskraai (Corvus florensis) behoort tot de familie van de kraaiachtigen. Het is een bedreigde, endemische vogelsoort op het Indonesische eiland Flores.

## Kenmerken
Deze kraai is 40 cm lang, iets groter dan een kauw. Het is een bosbewonende kraai met een geheel zwart verenkleed en ook een donker oog. Deze kraai kan verward worden met de dikbekkraai (C. macrorhynchos), maar die heeft een veel grotere snavel en die is veel groter (46 tot 59 cm).

## Verspreiding en leefgebied
Deze soort komt voor op de westelijke helft van Flores. Het is een bosvogel die voorkomt in de boomkronen van vochtig, groenblijvend moessonbos van zeeniveau tot 950 m daarboven.

## Status
De grootte van de populatie is niet gekwantificeerd maar de soort wordt omschreven als schaars. Het verspreidingsgebied is beperkt en daardoor is de kans op uitsterven aanwezig. Het leefgebied wordt aangetast door versnippering en ontbossing waarbij natuurlijk bos wordt omgezet in gebied voor zelfvoorzieningslandbouw en menselijke bewoning. Op de Rode lijst van de IUCN heeft deze soort daarom de status bedreigd.